# Diffa
Diffa è un comune urbano del Niger, capoluogo del dipartimento e della regione omonimi.